# Kevin Hulsmans
Kevin Hulsmans (Lommel, 11 april 1978) is een voormalig Belgisch wielrenner. Hij was profwielrenner van 2000 tot en met 2015.

## Carrière
Op vijftienjarige leeftijd won Hulsmans als nieuweling zeven koersen, bij de junioren een achttal en nadien bij de beloften enkele topklassiekers (Seraing-Aken-Seraing, de Omloop het Volk en de Ronde van Vlaanderen).
In 2000 ondertekende Hulsmans een contract bij de Italiaanse-Belgische topploeg Mapei-Quick·Step van Patrick Lefevere. Zijn profcarrière kwam in eerste instantie moeizaam op gang, maar in 2005 ontplooide hij zich tot meesterknecht van Tom Boonen. Hulsmans verruilde in 2014 de ploeg van Vini Fantini-Selle Italia voor die van Vastgoedservice Golden Palace Cycling Team. Hier beeïndigde hij in 2015 ook zijn wielercarrière.

## Belangrijkste overwinningen
1999
- Brussel-Opwijk
- Ronde van Vlaanderen U23
- Omloop Het Volk voor Beloften & elite zonder contract
- Gent-Ieper

2000
- 9e etappe Ronde van Nedersaksen

2002
- 1e etappe Circuit Franco-Belge

2006
- Criterium van Lommel

2008
- 1e etappe Ronde van Qatar (Ploegentijdrit)

## Resultaten in voornaamste wedstrijden
| Jaar | Ronde van Italië | Ronde van Frankrijk | Ronde van Spanje |
| ---- | ---------------- | ------------------- | ---------------- |
| 2001 |                  |                     |                  |
| 2002 |                  |                     |                  |
| 2004 |                  |                     | 104e             |
| 2005 |                  | buiten tijd         |                  |
| 2006 |                  |                     | 95e              |
| 2007 |                  |                     | 116e             |
| 2008 |                  |                     |                  |
| 2009 | 98e              |                     |                  |
| 2010 |                  |                     |                  |
| 2012 |                  |                     |                  |
| 2013 |                  |                     |                  |

| Jaar | Milaan-San Remo | Gent-Wevelgem | Ronde van Vlaanderen | Parijs-Roubaix | Luik-Bast.‑Luik | Ronde van Lombardije | Parijs-Tours | Omloop Het Nieuwsblad |  | WK op de weg |
| ---- | --------------- | ------------- | -------------------- | -------------- | --------------- | -------------------- | ------------ | --------------------- |  | ------------ |
| 2001 |                 |               |                      |                |                 |                      | 49e          |                       |  |              |
| 2002 |                 |               |                      |                |                 |                      | 71e          | 6e                    |  | 96e          |
| 2004 |                 |               | 110e                 | 29e            |                 |                      | 78e          |                       |  |              |
| 2005 | 145e            | 36e           | 64e                  | 15e            |                 |                      | 85e          |                       |  |              |
| 2006 |                 | 118e          |                      | 35e            |                 |                      |              |                       |  | opgave       |
| 2007 | 109e            |               | 83e                  |                |                 |                      | 117e         |                       |  |              |
| 2008 |                 | 74e           |                      |                |                 | 93e                  | 151e         |                       |  |              |
| 2009 |                 |               |                      |                | 106e            |                      | 72e          |                       |  |              |
| 2010 |                 |               |                      | 71e            |                 |                      | 167e         |                       |  |              |
| 2012 | 93e             | 63e           | 38e                  | 17e            |                 |                      |              | 40e                   |  |              |
| 2013 | 114e            |               | 47e                  |                |                 |                      |              | 75e                   |  |              |